# Smilodon gracilis
Smilodon gracilis ("diente de cuchillo delgado") fue el más pequeño y la primera especie del género Smilodon. Apareció por primera vez en los Estados Unidos, entre 2.5 millones de años, siendo probablemente un descendiente del Megantereon, y vivió hasta hace unos 15.000 años. Esta especie es la menor del género, pesando apenas entre 55 a 111 kilos. Vivían principalmente en las regiones orientales de América, alcanzando el norte de Suramérica hace 1.8 millones de años, junto a Homotherium.

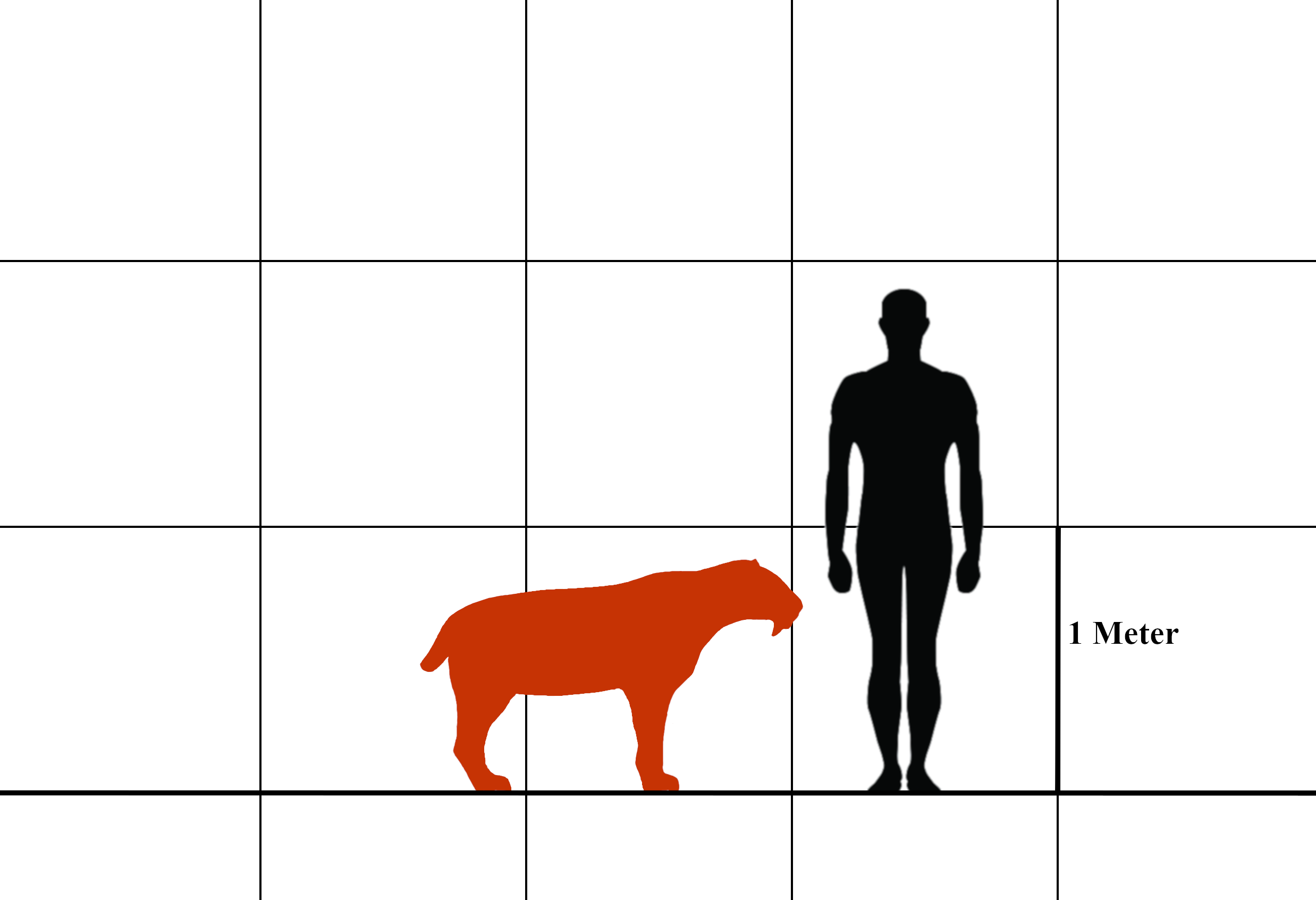
Comparación de un S. gracilis con un humano de estatura promedia